# Stretch Arm Strong
Stretch Arm Strong was een Amerikaanse hardcoreband uit Columbia, South Carolina. De band is opgericht in 1992 en ging vanaf 2010 voor onbepaalde tijd uit elkaar.

## Biografie
Stretch Arm Strong is een hardcoreband, gevormd in 1992. Een aantal leden in de band zijn uitgesproken christenen, maar zelf willen ze liever niet als christelijke band gecatalogeerd worden. Een van de standpunten van de band is dat al hun shows open zijn voor fans van alle leeftijden. 
Hun eerste plaat, Compassion Fills The Void, kwam in 1992 uit via Uprising Records. Hierna volgden drie platen via Solid State Records. De band deed ook verschillende Amerikaanse en Europese tours.
Nadat ze van alle contractuele verplichtingen bij deze maatschappij ontdaan waren, tekenden ze bij We Put Our Records, een sublabel van East West Records wat dan weer een divisie is van Warner Music Group. Via dit label brachten ze eind 2005 hun plaat Free At Last uit.

## Leden
- Chris McLane - zang (1995-2010), basgitaar (1994-1995)
- David Sease - gitaar, zang (1992-2010)
- John Barry - drums (1992-2010)
- Glen Calder - gitaar (2006-2010)
- Chris Andrews - basgitaar (2006-2010)

Voormalige leden
- Matt McCarty - basgitaar (1992-1994), zang (1992-1995)
- James Miller - zang (1992)
- Donnie Raines - basgitaar (1995-1996)
- Shawn Williams - basgitaar (1996-1997)
- Scott Dempsey - gitaar (1992-2004)
- Jeremy Jeffers - basgitaar (1997-2006), gitaar (2004-2006)
- Sean McGuckin - basgitaar (2006)
- Juan Carlos "JC" Lopez - gitaar (2004-2006)

## Discografie
Albums
- Compassion Fills The Void, 1998
- Rituals Of Life, 1999
- A Revolution Transmission, 2001
- Engage, 2003
- Free At Last, 2005

Ep's
- Not Without Resistance, 1995
- It Burns Clean, 1998